# Ledbergsten

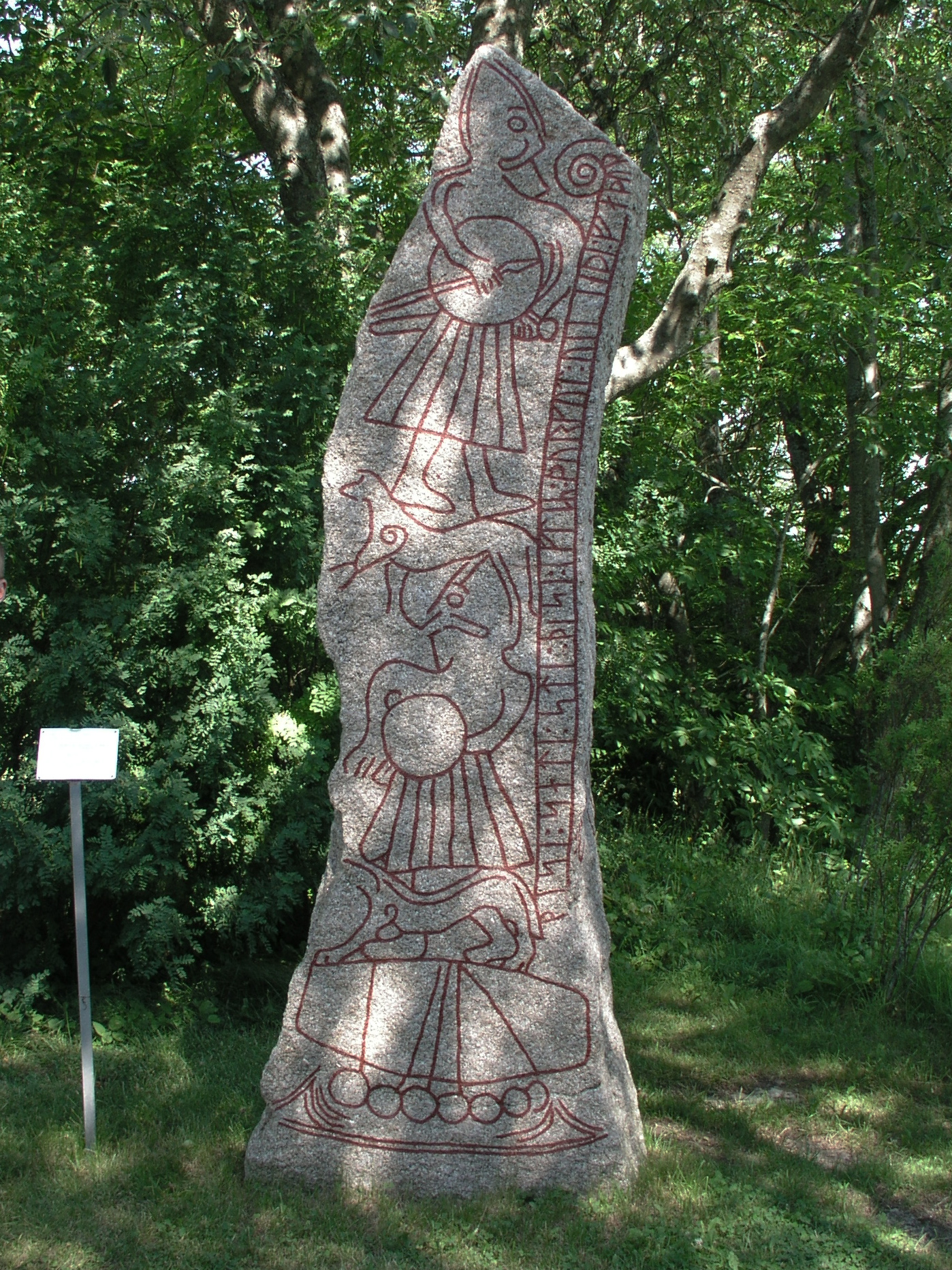
Der Ledbergstein

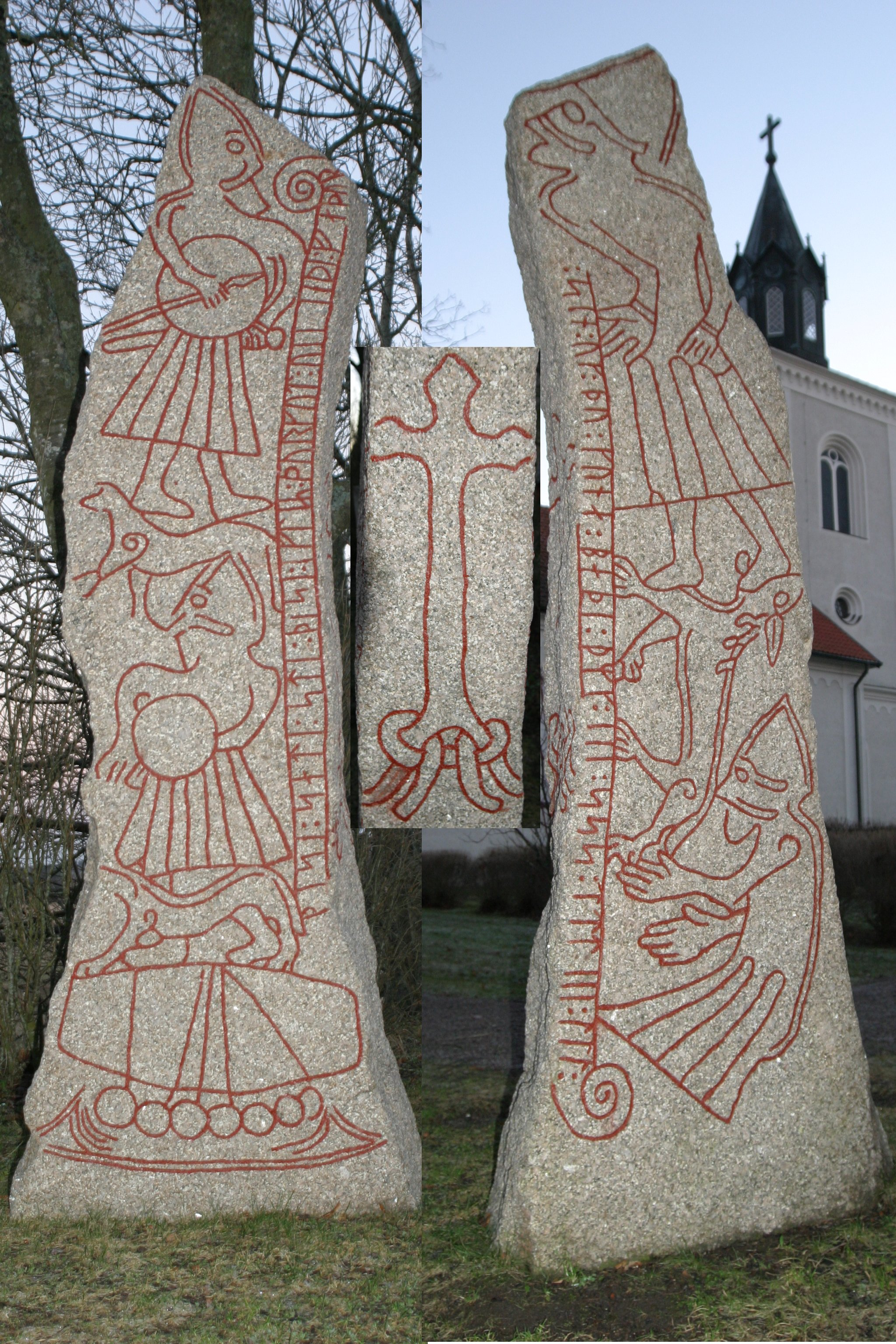
Montage aller drei Bildseiten

Der etwa 2,9 m hohe 55 bis 95 cm breite und 40 cm dicke Ledbergsten (Ög 181; RAÄ-Nr. Ledberg 6:1) ist eine Ausnahme unter den ansonsten meist bildlosen Runensteinen Östergötlands. Er steht auf dem Friedhof von Ledberg, nordwestlich von Malmslätt in Schweden. 
Er ist mehr ein Bildstein mit Runen als ein Runenstein, denn auf drei Seiten finden sich figürliche Darstellungen, während das Runenband lediglich an zwei Seitenkanten verläuft. Im Text heißt es, dass der Gedenkstein von Bise für seinen Vater Torgöt errichtet worden sei. Vielleicht war er im Jahr 1030 Teilnehmer der Schlacht bei Stiklestad in Norwegen, in der auch König Olav II. von Norwegen fiel, denn stilistisch passt der Stein in diese Periode. Nach dem Text steht eine Reihe magischer Runen, die den Stein vor Beschädigungen schützen sollen. Die Zauberformel hat die drei Trollwörter: þistil mistil kistil. Die ersten beiden bedeuten Distel und Mistel. Es wird angenommen, dass den Worten magische Eigenschaften zugeschrieben wurden. Den gleichen Zauber hat man in den nordischen Ländern mehrfach gefunden (Runenstein von Gørlev 1 DR 239 in Dänemark).
Das wahrscheinlich Torgöt darstellende Bild auf einer Breitseite des Steins ist eines der besten festlandschwedischen Kriegerbilder der Wikingerzeit (800–1050 n. Chr.). Zuoberst steht eine Gestalt, die die übliche kittelähnliche Tracht eines Mannes in voller Kriegsausrüstung zeigt: Spitzhelm mit Nasenschutz, Schild und Schwert. Es folgen nach unten, über und unter einem Krieger mit Schild, zwei Darstellungen des „großen Tieres“ und zuunterst ein Schiff unter Segel (Naglfar) mit einer Reihe von Schilden an der Reling, die mit den Ritzungen auf der anderen Seite als Darstellung des Ragnarök verstanden werden. 
Auf der anderen Breitseite ist ein Mann mit Helm zu sehen, der in die Ferse gebissen wird. Zuunterst ist ein gebeugter Krieger mit vorgestreckten Armen dargestellt. Der obere Mann wurde als Odin im Kampf mit dem Fenriswolf gedeutet. Abweichende Deutungen wurden von Erik Brate (1857–1924) und 1976 von Sven Birger Fredrik Jansson (1906–1987) vorgelegt. 
Die westliche Schmalseite ist leer, während die östliche entweder ein Kreuz oder Thors Hammer zeigt.
Der Ledbergs kulle, der größte Grabhügel Östergötlands befindet sich südlich der Kirche von Ledberg.